# Marie Brand und die falsche Frau
Marie Brand und die falsche Frau ist die neunte Episode der Krimiserie Marie Brand. Der Fernsehfilm mit Mariele Millowitsch als Kriminalhauptkommissarin Marie Brand und Hinnerk Schönemann als Kriminalhauptkommissar Jürgen Simmel wurde am 1. Mai 2012 erstmals im ZDF ausgestrahlt.

## Handlung
Marie Brand wird unfreiwillig Zeugin einer Entführung, bei der auch eine Person getötet wird. Die Täter entdecken Marie und nehmen sie mit in ihrem Transporter. Simmel wird verständigt, um den Fall zu übernehmen. Vergeblich versucht er, seine Kollegin zu informieren, und da er sie in unmittelbarer Nähe das Tatorts abgesetzt hatte, geht er davon aus, dass nicht nur die Bankiersgattin Sabrina Münzer, sondern auch seine Kollegin entführt wurde.
Während Simmel den Ehemann der Entführten verständigt, geht bereits die Lösegeldforderung ein. Verwirrung entsteht, als die Entführer feststellen, dass sie die falsche Frau entführt haben. Hanna Sommer, die Assistentin von Viktor Münzer, hatte für seine Frau einen Termin wahrgenommen, was niemand ahnen konnte. Simmel und Dr. Engler, der Leiter des Morddezernats, bitten Familie Münzer um ihre Mitarbeit. Um das Leben ihrer Kollegin nicht in Gefahr zu bringen, soll ihr Verschwinden geheim gehalten werden. Marie kann die Entführer dazu bringen, sich „zu Hause“ abzumelden, damit ihr „eifersüchtiger Ehemann“ nicht vor Sorge die Polizei verständigt. So kann sie per Telefon an Simmel eine verschlüsselte Botschaft übermitteln und hofft, dass er dadurch den Aufenthaltsort herausfindet. Die Entführer erfahren inzwischen, dass sie eine Polizistin als Geisel haben, was ihre Hoffnung auf das Lösegeld wieder steigen lässt.
Den Polizeiexperten ist es gelungen, Maries Nachricht zu entschlüsseln. Daraufhin begibt sich Simmel zu dem mutmaßlichen Versteck, doch er kann dort niemanden entdecken. Inzwischen wird jedoch die echte Frau Münzer entführt und zu den beiden anderen in das Versteck gebracht. Da Münzer nun bereitwillig zahlt und die Entführer abgelenkt sind, gelingt Marie Brand die Flucht. Simmel und Dr. Engler sind erleichtert und Marie durchsucht sofort die Verbrecherkartei. Durch eine auffällige Tätowierung können sie Rainer Sperl ermitteln. Dieser gerät mit seinem Komplizen Bastian Lenz über das Geld in Streit, schlägt ihn nieder und erschießt ihn später. Er entscheidet sich, Hanna Sommer freizulassen und weiteres Lösegeld zu fordern. Obwohl Sperl sich ein neues Versteck sucht, können Brand und Simmel ihn ausfindig machen und überwältigen.
Es stellt sich am Ende heraus, dass Sabrina Münzer selbst die Entführung eingefädelt hatte, da sie annahm, ihr Mann wolle sich von ihr trennen. Die in letzter Zeit langandauernden geschäftlichen Termine, bei denen jeweils seine Assistentin dabei war, hatte sie falsch gedeutet. Sie wusste nicht, dass das Bankhaus akute finanzielle Schwierigkeiten hatte und dass ihr Mann deshalb so verändert war. Um nach dem Ehevertrag nicht völlig leer auszugehen, hatte sie ihre eigene Entführung geplant und da ihr Mann eine spezielle Versicherung abgeschlossen hatte, die im Falle einer Entführung das Lösegeld erstatten würde, hielt sich ihr schlechtes Gewissen in Grenzen. Dass das Ganze jedoch so aus dem Ruder lief und auch noch zwei Tote dabei zu beklagen waren, hatte sie nicht ahnen können.

## Hintergrund
Die Folge wurde von der Eyeworks Germany GmbH, Köln, produziert und in Köln und Umgebung gedreht. In Italien wurde der Film am 23. August 2014 unter dem Titel Marie Brand e l'errore di persona ausgestrahlt.

## Rezeption

### Einschaltquoten
Der Fernsehfilm Marie Brand und die falsche Frau erreichte bei seiner Erstausstrahlung im ZDF am 1. Mai 2012 durchschnittlich 5,80 Millionen Zuschauer was 17,8 Prozent des Marktanteils in Deutschland entspricht.

### Kritiken
Rainer Tittelbach von tittelbach.tv urteilt: „Die neunte Episode um das ungleiche Kölner Kripo-Gespann Brand/Simmel ist eine der bisher stärksten Filme der ZDF-Reihe. ‚Marie Brand und die falsche Frau‘ findet stets den richtigen Ton zwischen Ernsthaftigkeit und verspielter Grundhaltung. Der Plot birgt immer wieder absurde Situationen und fordert den Zuschauer zu nichts anderem auf als zu ‚guter Unterhaltung‘.“
Die Kritiker der Fernsehzeitschrift TV Spielfilm meinen zu diesem neuen Marie-Brand-Film: „Tolle Schauspieler (Markus Boysen und Dirk Borchardt als stoffelige Kriminelle!), witzige Dialoge und so manch kurioser Kniff sorgen für launige Kurzweil. [Fazit:] Falsche Frau? Marie(le) ist genau die Richtige!“